# Johann Gottlieb Fichte
Johann Gottlieb Fichte (Rammenau, 19. svibnja 1762. – Berlin, 27. siječnja 1814.), njemački filozof. Jedan je od prvaka njemačkoga klasičnog idealizma. 

## Životopis
Godine 1794. postao je profesor na Jeni, ali je optužen zbog ateizma pa gubi katedru. Glasoviti su njegovi "Govori njemačkoj naciji" kojima izgrađuje napoleonskim ratovima poljuljanu njemačku nacionalnu samosvijest. Njegova filozofija izvorni je nastavak i preobrazba Kantova djela. Prema njegovu shvaćanju, djelovanje, čin, aktivnost i rad temelji su svekolike spoznaje. Umro je zaražen u epidemiji tifusa.

## Djela
- "Pokušaj kritike svake objave"
- "Osnove prirodnoga prava"
- "Određenje čovjeka"
- "Činjenice svijesti"